# Lucrezia di Lorenzo de' Medici
Lucrezia Maria Romola de' Medici, nota semplicemente come Lucrezia de' Medici (Firenze, 4 agosto 1470 – Roma, tra il 10 e il 15 novembre 1553), è stata una nobildonna italiana, figlia primogenita di Lorenzo "il Magnifico" de' Medici e di Clarice Orsini.
Fu la moglie di Jacopo Salviati e la madre del cardinale Giovanni Salviati e di Maria Salviati, a sua volta moglie del famoso Giovanni "delle Bande Nere" de' Medici e madre di Cosimo I de' Medici.

## Biografia
Era la figlia primogenita di Lorenzo de' Medici e di Clarice Orsini; venne battezzata il 21 agosto 1470 con i nomi di Lucrezia Maria Romola.
Il 10 settembre del 1486 si sposò con Jacopo Salviati.
Un suo ritratto come neonata è ritenuto quello come Gesù Bambino nella Madonna del Magnificat di Sandro Botticelli.
Lucrezia arrivò ad essere nonna di dieci nipoti e morì alla veneranda età, per l'epoca, di 83 anni.

## Discendenza
Dall'unione con Jacopo nacquero 11 figli, alcuni dei quali ricoprirono incarichi di grandissima importanza, o furono genitori di personalità di primissimo spicco della storia rinascimentale italiana:
- Giovanni (1490-1553), cardinale di Santa Romana Chiesa;
- Lorenzo (1492-1539), senatore e mecenate; sposò Costanza Conti e fu padre del cardinal Anton Maria Salviati;
- Caterina (1493-c.1535), sposò nel 1511 lo storico fiorentino Filippo de' Nerli;
- Piero (1496-1523), patrizio;
- Luisa (1497-1525), sposò Sigismondo II de Luna e Peralta;
- Battista (1498-1526);
- Maria (1499-1543), sposò Giovanni delle Bande Nere. Con il suo matrimonio si riunirono il ramo principale e quello popolano della famiglia Medici, per questo suo figlio Cosimo venne chiamato a guidare la città dopo la scomparsa del duca di Firenze Alessandro de' Medici;
- Elena (1500-1551), sposò il Marchese Pallavicino e in seconde nozze il Principe Jacopo V Appiano d'Aragona;
- Francesca (1504-c.1572), sposò Piero Gualterotti e in seconde nozze Ottaviano de' Medici, con cui ebbe Alessandro, futuro papa Leone XI;
- Bernardo (1508-1568), cardinale di Santa Romana Chiesa;
- Alamanno (1510-1571), patrizio, sposò Costanza Serristori

## Ascendenza
|                     |             |                            | Genitori              |  |  | Nonni |  |  | Bisnonni          |  |  | Trisnonni           |  |
|                     |             |                            |                       |  |  |       |  |  | Cosimo de' Medici |  |  | Giovanni de' Medici |  |
|                     |             |                            |                       |  |  |       |  |  | Cosimo de' Medici |  |  | Giovanni de' Medici |  |
|                     |             | Piccarda Bueri             |                       |  |  |       |  |  | Cosimo de' Medici |  |  |                     |  |
| Piero de' Medici    |             |                            |                       |  |  |       |  |  | Cosimo de' Medici |  |  |                     |  |
|                     |             | Contessina de' Bardi       | Alessandro de' Bardi  |  |  |       |  |  |                   |  |  |                     |  |
|                     |             | Contessina de' Bardi       | Alessandro de' Bardi  |  |  |       |  |  |                   |  |  |                     |  |
|                     |             | Contessina de' Bardi       | Emilia Pannocchieschi |  |  |       |  |  |                   |  |  |                     |  |
| Lorenzo de' Medici  |             | Contessina de' Bardi       |                       |  |  |       |  |  |                   |  |  |                     |  |
|                     |             | Francesco Tornabuoni       | Simone Tornabuoni     |  |  |       |  |  |                   |  |  |                     |  |
|                     |             | Francesco Tornabuoni       | Simone Tornabuoni     |  |  |       |  |  |                   |  |  |                     |  |
|                     |             | Francesco Tornabuoni       | ?                     |  |  |       |  |  |                   |  |  |                     |  |
| Lucrezia Tornabuoni |             | Francesco Tornabuoni       |                       |  |  |       |  |  |                   |  |  |                     |  |
|                     |             | Selvaggia degli Alessandri | Maso degli Alessandri |  |  |       |  |  |                   |  |  |                     |  |
|                     |             | Selvaggia degli Alessandri | Maso degli Alessandri |  |  |       |  |  |                   |  |  |                     |  |
|                     |             | Selvaggia degli Alessandri | Nana Cavalcanti       |  |  |       |  |  |                   |  |  |                     |  |
| Lucrezia de' Medici |             | Selvaggia degli Alessandri |                       |  |  |       |  |  |                   |  |  |                     |  |
|                     | Orso Orsini | Francesco Orsini           |                       |  |  |       |  |  |                   |  |  |                     |  |
|                     | Orso Orsini | Francesco Orsini           |                       |  |  |       |  |  |                   |  |  |                     |  |
|                     | Orso Orsini | Costanza Annibaldeschi     |                       |  |  |       |  |  |                   |  |  |                     |  |
| Jacopo Orsini       | Orso Orsini |                            |                       |  |  |       |  |  |                   |  |  |                     |  |
|                     |             | Lucrezia Conti             | Ildebrandino Conti    |  |  |       |  |  |                   |  |  |                     |  |
|                     |             | Lucrezia Conti             | Ildebrandino Conti    |  |  |       |  |  |                   |  |  |                     |  |
|                     |             | Lucrezia Conti             | Caterina di Sangro    |  |  |       |  |  |                   |  |  |                     |  |
| Clarice Orsini      |             | Lucrezia Conti             |                       |  |  |       |  |  |                   |  |  |                     |  |
|                     |             | Carlo Orsini               | Giovanni Orsini       |  |  |       |  |  |                   |  |  |                     |  |
|                     |             | Carlo Orsini               | Giovanni Orsini       |  |  |       |  |  |                   |  |  |                     |  |
|                     |             | Carlo Orsini               | Bartolomea Spinelli   |  |  |       |  |  |                   |  |  |                     |  |
| Maddalena Orsini    |             | Carlo Orsini               |                       |  |  |       |  |  |                   |  |  |                     |  |
|                     |             | Paola Orsini               | Giacomo Orsini        |  |  |       |  |  |                   |  |  |                     |  |
|                     |             | Paola Orsini               | Giacomo Orsini        |  |  |       |  |  |                   |  |  |                     |  |
|                     |             | Paola Orsini               | Isabella Marzano      |  |  |       |  |  |                   |  |  |                     |  |
|                     |             | Paola Orsini               |                       |  |  |       |  |  |                   |  |  |                     |  |